# Parecida a José Antonio
Parecida a José Antonio es el nombre de una variedad cultivar de manzano (Malus domestica). Esta manzana es originaria de Galicia, está cultivada en la colección de árboles frutales y banco de germoplasma de Mabegondo con el N.º 79; ejemplares procedentes de esquejes localizados en A Revolta, un lugar de la parroquia de Carballo en el municipio de Carballo (La Coruña).

## Sinónimos
- "Manzana Parecida a José Antonio",[4][5]
- "Maceira Parecida a José Antonio".

## Características
El manzano de la variedad 'Parecida a José Antonio' tiene un vigor vigoroso. Tamaño grande y porte erguido.
Época de inicio de brotación a partir del 13 de abril y de floración a partir de 8 de mayo.
Las hojas tienen una longitud del limbo de tamaño medio, con la máxima anchura del limbo media. Longitud de las estípulas es corta y la máxima anchura de las estípulas es media. Denticulación del borde del limbo es serrado, con la forma del ápice del limbo cuspidado y la forma de la base del limbo es obtuso. Con subestípulas presentes.
Sus flores tienen una longitud de los pétalos media, anchura de los pétalos es ancha, disposición de los pétalos superpuestos entre sí, con una longitud del pedúnculo larga.
La variedad de manzana 'Parecida a José Antonio' tiene un fruto de tamaño medio, de forma plana-globosa, de color bicolor, con chapa a rayas, e intensidad fuerte. Epidermis de textura suave, con pruina en su superficie y con presencia de cera media. Sensibilidad al "russeting" (pardeamiento áspero superficial que presentan algunas variedades)  muy poco sensible. Con lenticelas de tamaño mediano.
Los sépalos están dispuestos de forma parcialmente replegados, y superpuestos en su base; su fosa calicina profunda y de una anchura media. Pedúnculo de grosor medio y de longitud medio, siendo la cavidad peduncular de una profundidad media y de anchura media. Con pulpa de color amarilla, cuya firmeza es intermedia y textura intermedia; su jugosidad es intermedia con sabor de acidez débil, y aromática, anisada.
Época de maduración y recolección es el 10 de octubre. 'Parecida a José Antonio' es una manzana que su destino es la conservación de esta variedad en el banco de germoplasma de Mabegondo como reserva genética.

## Susceptibilidades
- Oidio: ataque débil
- Moteado: no presenta
- Raíces aéreas: no presenta
- Momificado: no presenta
- Pulgón lanígero: no presenta
- Pulgón verde: ataque medio
- Araña roja: no presenta
- Chancro del manzano: no presenta[3]